# Erodium daucoides
Genre
Classification phylogénétique
Erodium daucoides, communément appelée Bec-de-grue, est une espèce de plantes à fleurs de la famille des Géraniacées. Elle est décrite par Pierre-Edmond Boissier. C'est un plante herbacée annuelle ou bisannuelle endémique d'Espagne.

## Étymologie
Le nom scientifique d’Erodium vient du grec erôdios, « héron », allusion à son fruit en forme de bec ressemblant à celui de cet échassier.

## Description

### Morphologie générale
Erodium daucoides est une plante de la famille des Geraniaceae soit des géraniums et qui appartient au genre Erodium.
C’est une plante endémique d’Espagne et qui fleurit de juin à aout. Sa fleur est de couleur rose/violette. 
Carl von Linné regroupait dans cette famille les trois genres très ressemblants les uns des autres que sont les genres Erodium, Geranium et Pelargonium. Les trois possèdent la même caractéristique au niveau de leurs fruits. Ces derniers sont comparables à de longs becs d’oiseau.
Les plantes de ce genre ont la particularité d’avoir des feuilles pennées et à la maturité, cinq carpelles. Ces derniers se détachent et se roulent en tire-bouchon.

### Appareil reproducteur
Elle possède un mode de dissémination par autochorie, elle disperse elle-même ses graines.

## Écologie et habitat
Cette fleur est endémique a l'Espagne, on la retrouve donc exclusivement en péninsule Ibérique.
Erodium daucoides est une plante à fleurs poussant en altitude sur des substrats de type calcaire ou dolomitiques ainsi que dans des régions rocheuses et gravillonnées.